# Långtjärnen (Linsells socken, Härjedalen, 689944-136552)
Långtjärnen är en sjö i Härjedalens kommun i Härjedalen och ingår i Ljusnans huvudavrinningsområde. Sjön har en area på 0,068 kvadratkilometer och ligger 791,1 meter över havet.

## Delavrinningsområde
Långtjärnen ingår i det delavrinningsområde (690106-136968) som SMHI kallar för Mynnar i Rånden. Medelhöjden är 711 meter över havet och ytan är 46,74 kvadratkilometer. Räknas de 6 avrinningsområdena uppströms in blir den ackumulerade arean 95,68 kvadratkilometer. Rosseln som avvattnar avrinningsområdet har biflödesordning 3, vilket innebär att vattnet flödar genom totalt 3 vattendrag innan det når havet efter 307 kilometer. Avrinningsområdet består mestadels av skog (79 procent) och sankmarker (16 procent). Avrinningsområdet har 0,07 kvadratkilometer vattenytor vilket ger det en sjöprocent på 0,1 procent.